# 홍승대
홍승대(洪承大, 1860년 ~ 1940년)는 조선 말기와 대한제국, 일제강점기의 유학자이다. 1910년 10월 충주군 초대 노은면장에 임명되었으나 이듬해 사퇴하였다. 1924년에는 충주의 국도를 닦는데 백성들을 강제로 징발한 충청북도지사 박중양을 상대로 소송을 걸어 승소하고 돌아왔다. 본관은 풍산이고 호는 예남(蘂南)이다.

## 생애

### 초기 활동
1860년 충청북도 충주군 노은면 가신리 홍골에서 태어났다. 모당(慕堂) 홍이상(洪履祥)의 후손으로, 홍이상의 차남 황해감사 독정재(獨靜齋) 홍립(洪雨+立)의 11대손이다. 그의 7대조인 홍문관 교리 천일재 홍중현(天一齋 洪重鉉)이 충주군 노은면 홍골로 낙향하여 터를 잡았다. 숙종 때의 당쟁에 염증을 느껴 조선 팔도를 유람하던 홍중현은 충주군의 노은면에 터를 잡아 정착하게 된다.
13세의 어린 나이에 부친을 잃은 그는 선친과 친분이 있던 감곡면 오갑의 평창 신씨 문하에서 글을 배웠으며 훗날 그 신씨 문중으로 혼인하였다. 1882년 임오군란 때 홍계훈의 등에 업혀 장호원 민응식의 집에 피신했던 명성황후는 다시 충주로 피신왔다. 이때 가신리 근처에 은신하게 되었다. 홍승대의 학문과 인물됨을 본 명성황후는 "선생같은 인물이 어찌 벼슬도 하지 않고 이런 시골에서 지내느냐?"고 묻자 그는 "난세의 벼슬은 욕이옵나이다." 하였고, 그에게 관직을 제수하였으나 그는 일언지하에 거절하였다. 그러나 국모의 거처를 민가로 할 수 없다는 중론에 따라 임시 행궁을 짓게 되자 g임시 궁궐의 건립을 도우라는 명을 받들어 충주 주변의 중원군, 음성군, 괴산군, 진천군 일대를 순회하며 군수들을 설득하여 건립 기금을 모금해 돌아왔다. 그러나 정세가 바뀌어 명성황후께서 갑자기 상경하자 그는 "탐관오리의 돈은 돌려줄 필요가 없다." 하고 노은면과 인근의 가난한 사람들에게 나누어 주고 나머지 일부를 선비들을 초청하여 시회를 여는데 썼을 뿐 한 푼도 사적으로 취하지 않았다.

### 구한말 활동
그는 집안 대대로 내려오던 종, 노비들을 면천시켜 주었으며 불쌍한 사람들을 그냥 보내지는 않았다. 구한 말 동학군들이 어느 이른 아침 노은을 경유할 때 동네의 한 소녀 아이가 행진하던 군의 대오를 가로지르자 군대가 부정탔다하며 아이를 총을 쏘아 죽이겠다고 횡포를 부렸다. 이 소식을 들은 홍승대는 급히 나서서 군대의 책임자를 만나 설득하기를 '어린 아이가 아무것도 모르고 한 행동을 어찌 목숨까지 빼앗아 백성의 원한을 사려 하느냐, 여자아이의 행동으로 군대가 부정탔다고 여긴다면 아이의 겉옷을 벗겨 나무에 걸고 거기다 총을 쏘는 것으로 대신하자고 설득하여 어린 생명을 건진 일화는 이후 충주 인근에 유명하였다. 또한 노은면의 부자였던 문중 형님이 동학군의 군수품 조달 요구를 기한 내에 준비하지 못하여 자칫 신변마져 위태롭게 되어 그 대책 방안을 홍승대에게 구하자 형님을 대신하여 동학군 대장을 만나러 갔으나 그들의 노기를 가라앉히기가 어려워 결국 군법 처리 논란으로까지 번지고 있을 때 마침 근처 마을의 농악 상수잡이 출신의 병사가 그 사실을 알고 달려와 대장 앞에서 그를 외삼촌이라 부르며 외삼촌을 사형시키는 군대에 내가 어떻게 충성할 수 있겠느냐며 군복을 벗고 총기를 반납하는 행동으로 기지를 발휘해 마침내 그를 풀어주었다는 일화도 전해 진다.
1910년 충주군면민들의 천거로 노은면 초대 면장을 맡았으나 결국 왜놈들 심부름군에 지나지 않는다는 것을 깨닫고 이듬해 그만두었다. 노은면장 재직 중 호적을 파기하여 종, 노비, 관청의 노비들도 모두 면천, 석방시켜 보내고 많은 빈민을 구제하는 정책을 시도하였다.

### 생애 후반
1924년 여름 충청북도지사 박중양이 농번기에 1~2개월 이상 농민들을 함부로 징집하여 충주 국도를 닦고 나중에 임금을 주지 않자 홍승대는 충청북도지사 박중양을 상대로 하여 소송을 제기, 경성으로 올라가 경성지방법원과 경성복심법원에서 결국 승소판결을 받고 돌아왔다. 그가 박중양 고소 건으로 경성에 올라갔을 때 일본헌병들이 집에 들어와 늘 진을 치고 있었다 하며, 훗날 그의 두 아들 홍춘식, 홍최식은 일본 경찰이 당시 몹시 두려웠다고 회상하였다.
한편 당시 서울을 출발하여 충주를 거쳐 영남으로 통하는 3번 국도는 장호원에서 직선 방향인 노은면을 가로질러 가도록 설계되어 있었으나 당시 그와 뜻을 같이하던 권사의(權思義) 등 3인의 반대 운동으로 결국 신니면 용원, 주덕면으로 돌아가게 건설되었다 한다. 훗날 당시의 반대 이유를 그는 대로가 마을로 날 경우 미풍양속을 해칠 염려 때문이었다고 아들 최식은 회상하였다. 실제로 이와같은 사례는 당시의 지방 곳곳에서 발견할 수 있다.
1940년 충주군 노은면 가신리 홍골 자택에서 별세, 노은면 안락골 뒷산에 안장되었다.

## 시
半窓明月寒蟲語(반창명월한충어)
遠浦歸雲暮雁聲(원포귀운모안성)

## 같이 보기
- 홍중현
- 홍이상
- 허적
- 이수광
- 박중양